# Conchopterella stangei
Conchopterella stangei is een insect uit de familie van de bruine gaasvliegen (Hemerobiidae), die tot de orde netvleugeligen (Neuroptera) behoort. 
Conchopterella stangei is voor het eerst wetenschappelijk beschreven door Gonzalez Olazo in 1981.